# Johann Carl Ernst Büttler
Johann Carl Ernst Büttler (* 5. November 1780 (Taufe) in Hüpede; † 11. März 1866 in Frankfurt am Main), war ein Schreinermeister und Politiker in der Freien Stadt Frankfurt. 

## Leben
Vater:
Büttler war der Sohn des Herrschaftlichen Jägers Johann Christian Büttler († in Groß Poserin (Mecklenburg)). Er heiratete am 10. Juni 1812 die Witwe des N.N. Gehlhaar, Anna Margaretha Thies, († 19. November 1842). Nach dem Tod der ersten Ehefrau heiratete er am 5. Juli 1843 in Frankfurt am Main in zweiter Ehe Catharina Margaretha Vogt aus Reichelsheim.
Er war 1835 bis 1836 Mitglied des Gesetzgebenden Körpers.
1852 wohnte er in der Bleichstraße 28. Das Adressbuch von Frankfurt am Main aus dem Jahr 1847 weist unter der Adresse Witwe Cath. Marg. Büttler aus.